# Josip Juranović
Josip Juranović, född 16 augusti 1995 i Zagreb i Kroatien, är en kroatisk fotbollsspelare som spelar för Union Berlin. Han representerar även det kroatiska landslaget.

## Klubbkarriär
Den 31 juli 2020 värvades Juranović av polska Legia Warszawa, där han skrev på ett treårskontrakt.
Den 21 augusti 2021 värvades Juranović av Celtic, där han skrev på ett femårskontrakt.
Den 22 januari 2023 värvades Juranović av Union Berlin.

## Landslagskarriär
Juranović debuterade för Kroatiens landslag den 14 januari 2017 i en 1–1-match mot Kina.